# Tezpur
Tezpur (assamski:তেজপুৰ) – miasto w północno-wschodnich Indiach, stolica dystryktu Sonitpur w stanie Asam, nad Brahmaputrą. Około 59000 mieszkańców.

## Pochodzenie nazwy
Nazwa Tezpur pochodzi o sanskryckich słów Teza − krew i Pura − miasto. Według legendy poprzednia nazwa brzmiała Sonitpur, jednak podczas bitwy między armiami Kryszny i Banasury przelano tyle krwi, że całe miejsce zabarwiło się na czerwono i to zdarzenie spowodowało zmianę nazwy na obecnie używaną.